# عصمت بخاری
عصمةالله بخارایی معروف به عصمت بخاری یا نصیری فرزند خواجه مسعود (زاده بخارا - درگذشته ۸۴۰ (قمری)) شاعر ایرانی در عهد تیموری بود. نسب وی به جعفربن ابی طالب می‌رسید و اجداد او در بخارا شهرت و حرمت داشتند و مورد توجه ملوک آن دیار بودند. 
تحصیلات علمی خود را در بخارا به پایان رسانید و در بیشتر علوم عصر خود سرآمد بود. در مجلس درس وی خواص و طالبان علم حضور داشتند مثل: سراج‌الدین بساطی سمرقندی، خیالی بخاری، خواجه رستم خوریانی و طاهر ابیوردی.  
دیوان عصمت بخارائی به کوشش احمد کرمی در سال ۱۳۶۶ چاپ شده است هرچند از تصحیح حرفه‌ای برخوردار نیست. وی در نظم اشعار پیرو امیرخسرو دهلوی بود و مضامین و معانی او را عیناً در اشعار خود نقل می‌کرد. در بعضی از کتابها او را پایه‌گذار بحر طویل دانسته‌اند.

## نمونه شعر
نمونه غزل:
| سرخوش از کوی خرابات گذر کردم دوش         |  | به طلب کاریِ ترسابچۀ باده‌فروش            |
| پیشم آمد به سر کوچه پری رخساری           |  | کافری، جلوه‌گری، زلف چو زنّار به دوش      |
| گفتم این کوی چه کوی ست، تو را خانه کجاست |  | ای مهِ نو خمِ ابروی تو را حلقه به دوش     |
| گفت تسبیح به خاک‌افکن و زنّار ببند         |  | سنگ بر شیشۀ تقوی بزن و باده بنوش        |
| بعد از آن پیش من آ تا به تو گویم سخنی    |  | سخن این است اگر بر سخنم داری گوش        |
| زود دیوانه و سر مست دویدم سویش           |  | به مقامی برسیدم که نه دین ماند و نه هوش |
| دیدم از دور گروهی همه دیوانه و مست       |  | وز تَفِ بادۀ عشق آمده در جوش و خروش       |
| بی‌دف و ساقی و مطرب همه در رقص و سماع     |  | بی می و جام و صراحی همه در نوشانوش      |
| چون سر رشتۀ ناموس بشد از دستم            |  | خواستم تا سخنی پرسم از او، گفت خموش     |
| این نه کعبه‌ست که بی پا و سر آیی به طواف  |  | وین نه مسجد که در آن بی خبر آئی به خروش |
| این خرابات مغان است و در آن مستانند      |  | از دم صبح ازل تا به قیامت مدهوش         |
| گر تو را هست در این شیوه سر یکرنگی       |  | دین و دنیا به یکی جرعه چو اینان بفروش   |

نمونه رباعی:
| چون توسنِ شه قدم به جولان انداخت |  | آتش به دلِ سپهرِ گردان انداخت       |
| پیشش مه نو ز سیم چوگان آورد     |  | خورشيد چوی گوی زر به ميدان انداخت |

نمونه مسمط در مدح علی بن موسی الرضا:
| ای روضه‌ای که دهر ز بویت معطر است |  | آبت ز کوثر و گلت از مشک و عنبرست |
| در طینت تو چشمهٔ خورشید مضمرست    |  | بوی تو چون نسیم جنان روح پرورست  |
| خاکی و نه فلک بوجودت منورست      |  | تا در تو نور دیدهٔ زهرا و حیدرست  |
| خورشید کو یگانه رو هفت کشورست    |  |                                  |
| بهر شرف ز خاک‌نشینان این دَرَست     |  |                                  |
| ای کشور فلک شرف کعبه احترام      |  | دارالسلام گفته جناب ترا سلام     |
| بر آستان روضهٔ تو مهر و مه غلام   |  | در گنبد مرصع تو هر صباح و شام    |
| از قرص آفتاب و ز جرم مه تمام     |  | تصویر می‌کند بسر تبربت امام       |